# Carphophis vermis
Pour les articles homonymes, voir Vermis.
Espèce
Synonymes
- Celuta vermis Kennicott, 1859

Statut de conservation UICN

 LC  : Préoccupation mineure
Carphophis vermis  est une espèce de serpents de la famille des Dipsadidae.

## Répartition
Cette espèce est endémique des États-Unis. Elle se rencontre au Wisconsin, en Iowa, au Nebraska, au Kansas, au Missouri, en Arkansas, en Louisiane, en Oklahoma et au Texas.

## Description
C'est un serpent ovipare.

## Publication originale
- Kennicott, 1859 : Notes on coluber calligaster of Say, and a description of a new species of Serpents in the collection of the north Western University of Evanston, ill.. Proceedings of the Academy of Natural Sciences of Philadelphia, vol. 11, p. 98-100 (texte intégral).